# Almino Afonso
Almino Afonso is een gemeente in de Braziliaanse deelstaat Rio Grande do Norte. De gemeente telt 5.071 inwoners (schatting 2009).
De gemeente grenst aan Patu, Rafael Godeiro, Lucrécia, Frutuoso Gomes, Antônio Martins, João Dias, Umarizal en Catolé do Rocha.